# 篠原征子
篠原 征子（しのはら まさこ、1941年または1942年 - 2015年8月25日）は、日本のアニメーター。宮崎駿・高畑勲両監督の作品で動画・動画チェック・原画を歴任し、2人を支え続けた。

## 経歴
東映動画での宮崎駿の同僚。1960年代後半から1970年代前半にかけての同社のアニメ作品（『少年ジャックと魔法使い』、『アンデルセン物語』、『長靴をはいた猫』、『空飛ぶゆうれい船』、『海底3万マイル』、『どうぶつ宝島』、『アリババと40匹の盗賊』）にアニメーターとして参加した。
宮崎駿が初監督したテレビアニメ『未来少年コナン』（1978年）や映画『ルパン三世 カリオストロの城』（1979年）に参加し、それぞれのヒロインであるラナやクラリスを描いた。当時、高畑勲が監督するテレビアニメ『赤毛のアン』（1979年）にメインスタッフの一人として参加していたが、宮崎の要請でテレコム・アニメーションフィルムに移籍して『カリオストロの城』に参加した。
その後、宮崎駿の二馬力のスタッフとなり、スタジオジブリの宮崎・高畑作品（『となりのトトロ』、『魔女の宅急便』、『紅の豚』、『平成狸合戦ぽんぽこ』、『耳をすませば』、『もののけ姫』、『千と千尋の神隠し』、『ハウルの動く城』）に原画として参加するようになる。またジブリでは新人の研修も担当していた。
2004年の『ハウルの動く城』を最後に現役を退き、2015年8月に死去した。73歳没。

## 参加作品

### テレビアニメ
1968年
- 魔法使いサリー - 作画

1969年
- ひみつのアッコちゃん - 作画

1971年
- さるとびエッちゃん（1971∼1972年） - 作画

1972年
- 魔法使いチャッピー - 作画

1974年
- アルプスの少女ハイジ - 動画チェック

1975年
- フランダースの犬 - 作画

1976年
- 母をたずねて三千里 - 作画・動画チェック

1977年
- あらいぐまラスカル - 作画

1978年
- 未来少年コナン - 原画

1979年
- 赤毛のアン - 作画

1980年
- 新ルパン三世 - 原画

1981年
- 姿三四郎 - 原画

1984年
- ふしぎなコアラブリンキー - 原画

1985年
- 小公女セーラ - 原画

1985年
- Here Come the Littles - Key Animator

1986年
- 愛少女ポリアンナ物語 - 原画

1987年
- 愛の若草物語 - 原画

1988年
- 小公子セディ - 原画

1993年
- 海がきこえる - 原画

1998年
- MASTERキートン - 原画

### 劇場アニメ
1967年
- 少年ジャックと魔法使い - 動画

1968年
- アンデルセン物語 - 動画

1969年
- 長靴をはいた猫 - 動画

1969年
- 空飛ぶゆうれい船 - 動画

1970年
- 海底3万マイル - 動画

1971年
- どうぶつ宝島 - 動画
- アリババと40匹の盗賊 - 動画

1972年
- ながぐつ三銃士 - 原画
- 魔犬ライナー0011変身せよ! - 原画

1979年
- ルパン三世 カリオストロの城 - 原画

1981年
- じゃりン子チエ  - 原画

1984年
- 風の谷のナウシカ - 原画
- 名探偵ホームズ1　青い紅玉の巻 - 原画
- 名探偵ホームズ2　海底の財宝の巻 - 原画

1986年
- 天空の城ラピュタ - 原画
- 続名探偵ホームズ1　ミセス・ハドソン人質事件  - 原画
- 続名探偵ホームズ2　ドーバーの白い崖  - 原画

1988年
- となりのトトロ - 原画

1989年
- 魔女の宅急便 - 原画

1991年
- おもひでぽろぽろ - 作画

1992年
- 紅の豚 - 原画

1994年
- 平成狸合戦ぽんぽこ - 作画

1995年
- 耳をすませば - 原画

1997年
- もののけ姫 - 原画

2001年
- 千と千尋の神隠し - 原画

2004年
- ハウルの動く城 - 原画

### ミュージックビデオ
1995年
- On Your Mark - 原画